# Wanna

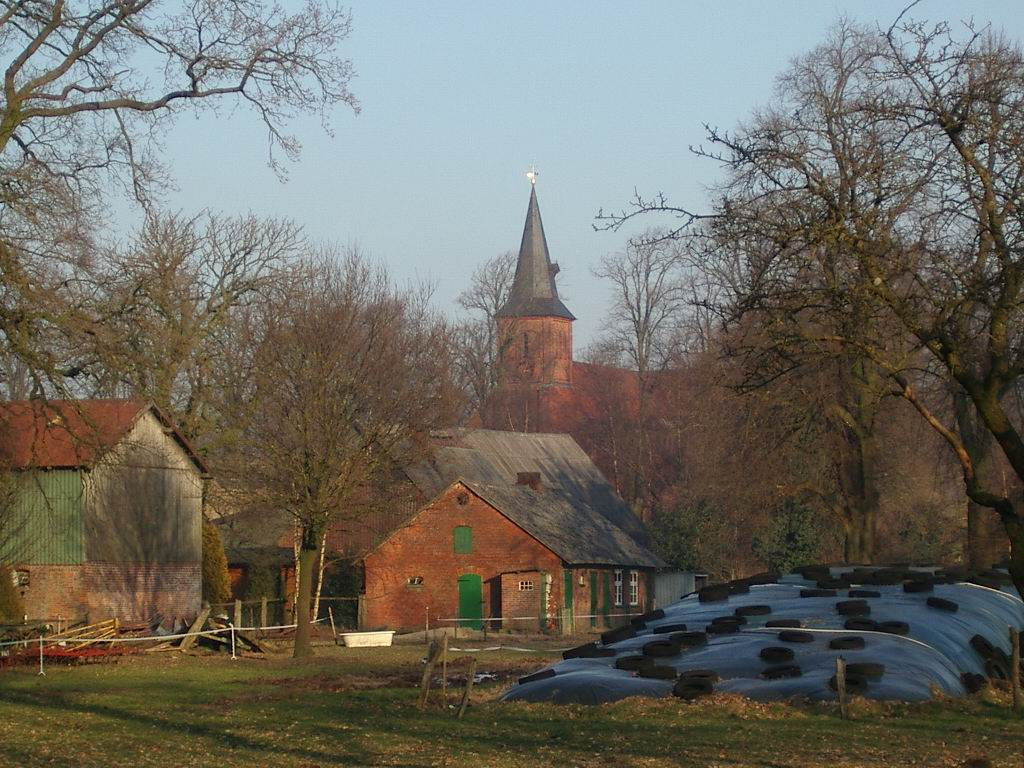
Wanna

Wanna este un sat și o municipalitate din o comună din Land Hadeln, landul Saxonia Inferioară, Germania.